# Peronospora farinosa
Peronospora farinosa es un protista oomiceto, patógeno de plantas, llamado comúnmente mildiu de la espinaca, aunque puede infectar otras plantas, cultivadas o espontáneas de varios géneros de la familia Amaranthaceae. En el pasado, algunas formas que afectan a plantas de interés económico eran clasificadas en diferentes especies, pero ahora se sabe que estas formas de mildiu son generalmente producidas por una única especie P. farinosa. Por ejemplo, P. farinosa sp. betae afecta a la remolacha azucarera Beta vulgaris, y P. farinosa sp. spinaciae a la espinaca Spinacia oleracea
Como en otros mildius, el patógeno persiste durante el invierno en forma de oosporas en el suelo del cultivo, en las semillas o sobre la propia planta. En el caso de la remolacha la infección se realiza durante el estadio de germinación y la formación de la plántula. Los cotiledones son sistemáticamente infectados, resultando en una decoloración y deformación. La infección es menos efectiva en las hojas maduras de la remolacha. El control de la enfermedad se realiza tratando las semillas y retirando aquellas plantas que han sido infectadas. Por lo general no es necesario el uso de fungicidas. En las espinacas ataca las hojas desarrolladas, y el tratamiento requiere el uso de fungicidas específicos.